# Gomjenica (miasto Prijedor)
Gomjenica (cyr. Гомјеница) – wieś w Bośni i Hercegowinie, w Republice Serbskiej, w mieście Prijedor. W 2013 roku liczyła 2483 mieszkańców.